# Nardwuar the Human Serviette
John Ruskin (Vancouver, Columbia Británica, 5 de julio de 1968), más conocido como Nardwuar the Human Serviette o simplemente Nardwuar, es un entrevistador y músico canadiense.
Es el cantante y teclista del grupo de garage rock The Evaporators y también miembro de Thee Goblins. Es conocido por su estilo excéntrico y por sus entrevistas a celebridades, principalmente músicos.

## Primeros años
John Ruskin nació el 5 de julio de 1968 en Vancouver, Canadá. Su padre, Vernon, era un ingeniero, y su madre, Olga Bruchovsky, una reportera local. Cuando era niño, su madre presentaba un programa de cable local llamado Our Pioneers and Neighbours, además de coescribir una biografía sobre la figura de “Gassy Jack” John Deighton.
En su adolescencia, atendió la Hillside Secondary School, donde fue miembro de su consejo estudiantil y se encargaba de reservar bandas locales para bailes del colegio. En 1986, empieza a usar el alias Nardwuar the Human Serviette, explicando que Nardwuar era un chiste interno entre su grupo de amigos, mientras Human viene de la canción «The Human» de The Cramps y Serviette fue añadido ya que en Estados Unidos llaman a las servilletas como napkins.

## Carrera
Su primera entrevista fue realizada el 26 de septiembre de 1985 durante su etapa escolar en Hillside. Un año después, apenas fue aceptado en la Universidad de Columbia Británica, gracias a su desempeño en la historia canadiense; mientras que a través de conexiones de su madre, estuvo trabajando durante el verano para Shaw Cable 10, asignado como camarógrafo en reuniones del ayuntamiento local. En el mismo año, también formaba su banda The Evaporators y se dedicaba de manera voluntaria a la radio del campus CITR, donde realizaba trabajos de producción y anuncios de servicios públicos.
En un principio, su formato de periodismo guerrilla estaba enfocado en escabullirse a conferencias de prensa de figuras famosas, como el político Mijaíl Gorbachov, el director Oliver Stone, o el televangelista Ernest Angley, realizando preguntas disonantes como “si existe o no una cura para el Summertime Blues”. A pesar de esas intervenciones, su popularidad despuntó con su formato de vídeo-entrevistas erráticas a figuras musicales, como Sonic Youth en 1991, donde el guitarrista Lee Ranaldo destruyó el regalo de Nardwuar. Otra entrevista suya que ha recibido atención de manera retroactiva, fue realizada a Kurt Cobain en 1994. Luego de pasar dos días tratando de conseguir hablar con Nirvana, Courtney Love lo metió en el backstage para poder entrevistarlo.
En ocasiones, su personaje absurdo y excéntrico ha sido parte de altercados, verbales o físicos, por parte de los entrevistados. Nardwuar rememora los incidentes con Sonic Youth, Sebastian Bach de Skid Row en 1994, y el baterista Dave Rowntree de Blur en 2003; notando que luego del impasse con Skid Row, había preferido realizar entrevistas de heavy metal por teléfono.
A partir de una entrevista realizada a Pharrell Williams en 2008, donde le describió “tu investigación es inigualable”, su figura ha sido más asociada a la cultura de hip hop, debido a sus entrevistas de alto perfil con raperos como Snoop Dogg, Kendrick Lamar, Jay-Z y Drake.

## Problemas de salud
El 10 de julio de 1999, sufrió de convulsiones y parálisis temporal como resultado de una hemorragia cerebral, siendo cancelado sus planes de una entrevista guerrilla con Courtney Love.
El 6 de diciembre de 2015, Nardwuar sufrió un accidente cerebrovascular, siendo dado de alta seis días después. Un mes después, el 25 de enero de 2016 fue operado por una comunicación interauricular, descrito como la probable causa de su accidente previo.

## Discografía
- 1994: I'm Going to France!
- 1996: United Empire Loyalists
- 1998: I Gotta Rash
- 2004: Ripple Rock
- 2007: Gassy Jack & Other Tales
- 2012: Busy Doing Nothing
- 2016: Ogopogo Punk